# Monasterium Bethlehem

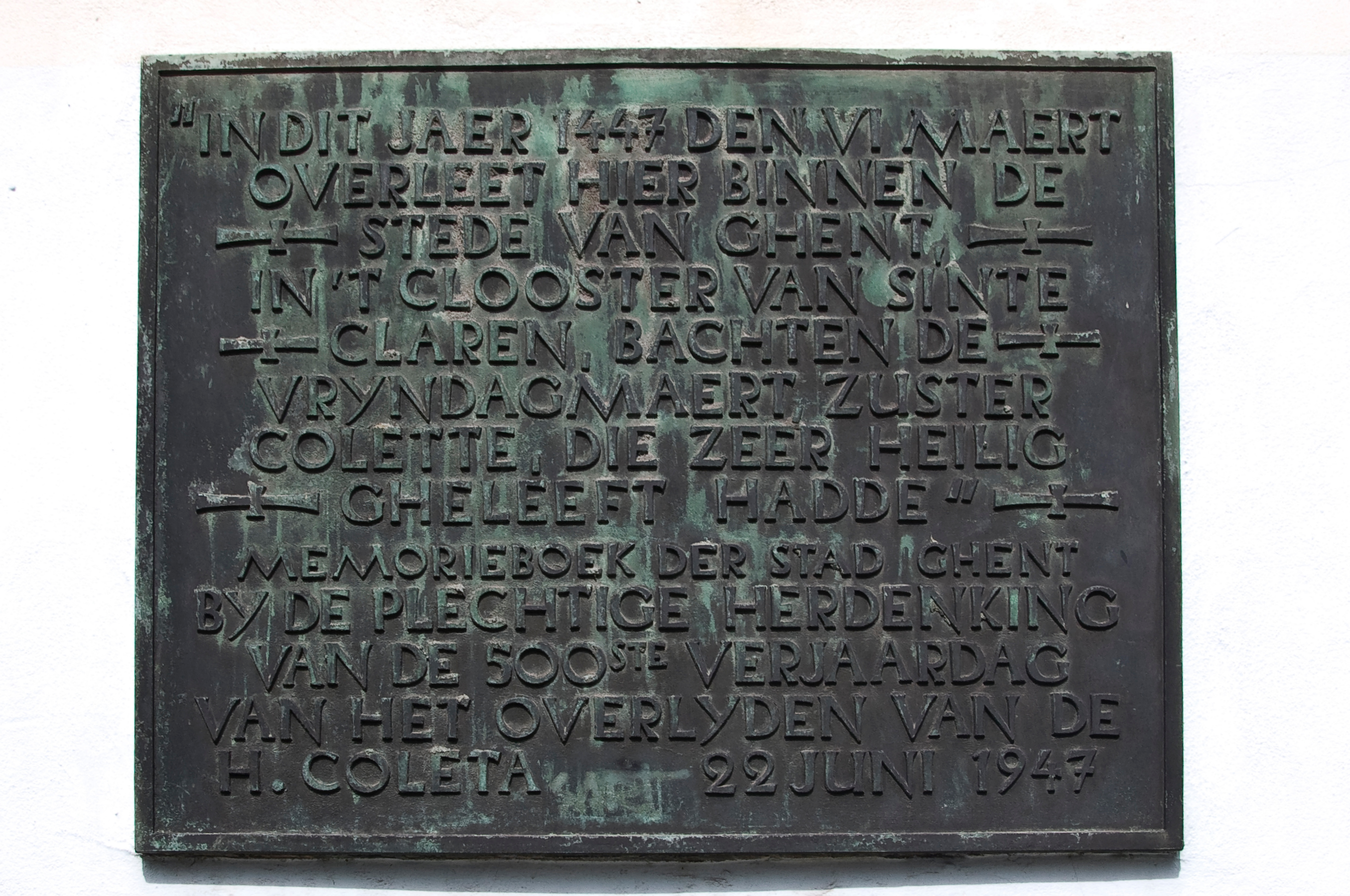
Gedenkplaat aan de locatie van het klooster in de Goudstraat

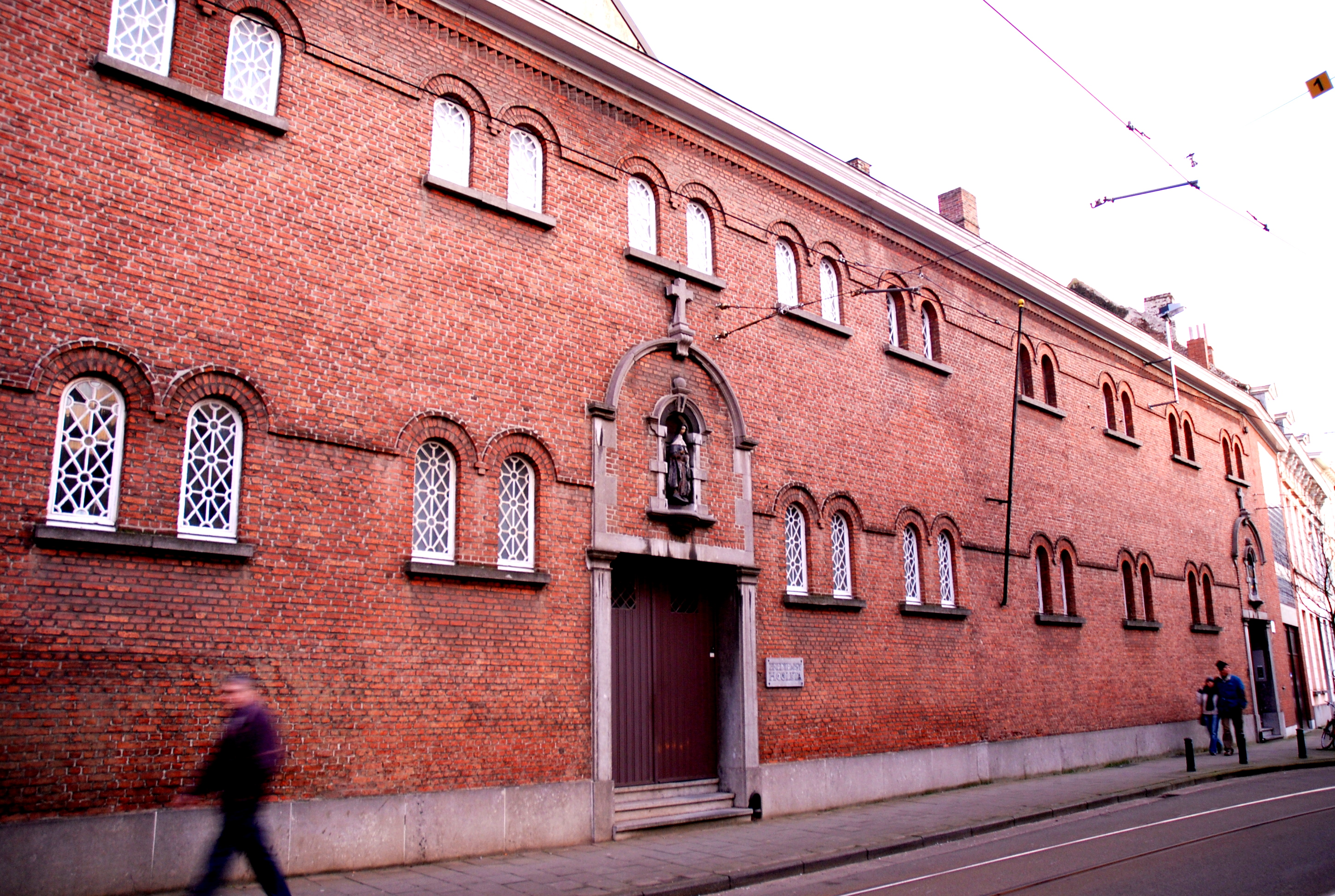
Het monasterium aan de Begijnendries (nu Rabotstraat)

Het Monasterium Bethlehem is een voormalig klooster in de Belgische stad Gent, in 1442 gesticht door de heilige Coleta (1381–1471), de stichter van de orde van Clarissen Coletienen.
Oorspronkelijk betrokken de zusters een pand in de Minnestraat (sinds begin 16de eeuw Goudstraat) waar Coleta in 1447 overleed. Tijdens het bewind van keizer Jozef II werd het klooster in 1783 vernield en vluchtten de zusters naar de Franse stad Poligny waar Coleta een klooster had opgericht. Ze namen de stoffelijke resten van Coleta mee en haar reliekschrijn wordt daar in het door haar gestichte Sint-Claraklooster bewaard.
Toen de rust in Gent terugkeerde vonden de coletienen een tijdlang onderdak in de abdij Nieuwenbosch, vanaf 1801 in een huis van het Klein Begijnhof Gent en vanaf 1814 in een voormalig refugehuis van de abdij van Geraardsbergen aan de Begijnendries. De marmeren grafsteen van Coleta (1536) die in de Sint-Baafskathedraal stond werd overgebracht naar het monasterium.
In juni 2022 verlieten de Clarissen Coletienen hun klooster aan het Sint-Elisabethplein en verhuisden naar Lokeren om aan te sluiten bij de zusters van de Heilige Engelen. De relikwieën en herinneringen aan de heilige Coleta droegen ze over aan het bisdom Gent. In lijn met hun spiritualiteit en gemeenschapsleven vroegen ze de Sint-Michielsbeweging om het klooster te betrekken. Deze christelijke jongerenbeweging, die vanuit het Evangelie jongeren en mensen in nood nabij wil zijn, nam haar intrek in het gebouw in december 2023. Naast sociale projecten worden er ook wekelijks eucharistievieringen en gebedsdiensten gehouden in de kapel van het klooster.